# Джон Коллинз (коктейль)
«Джон Коллинз» (англ. John Collins) — алкогольный коктейль на основе джина, лимонного сока, сахара и газированной воды. Классифицируется как лонг дринк. Входит в число официальных коктейлей Международной ассоциации барменов, категория «Незабываемые» (англ. Unforgettables). При использовании джина Old Tom называется «Том Коллинз».
Первая публикация рецепта коктейля относится к 1869 году, однако считается, что он был известен и ранее. Название коктейля связывают с именем метрдотеля, работавшего в отеле Limmer’s Old House на Кондуит-стрит в лондонском районе Мэйфер, пик популярности которого пришёлся на 1790—1817 годы.

## Рецепт и вариации
Первый опубликованный рецепт коктейля появился в книге Steward and Barkeeper’s Manual 1869 года:
Чайная ложка сахарной пудры

Сок половинки лимона

Бокал джина Old Tom

Бутылка простой газированной воды

Смешать в шейкере или в стакане со льдом. Добавить завиток из цедры лимона в качестве гарнира.
Историк напитков Дэвид Уондрич предполагает, что коктейль, представленный под этим названием в Нью-Йорке в 1850-е годы, был бы очень похож на пунши на основе джина, которые подавались в лондонских клубах, вроде Garrick в первой половине XIX века. По мнению Уондрича, в состав коктейля входили джин, лимонный сок, охлажденная газированная вода и мараскин.
Точное указание марки джина — Old Tom — в рецепте 1869 года является вероятной причиной, почему в рецепте Джерри Томаса 1876 года название коктейля было изменено на «Том Коллинз». В более ранних версиях этого пунша, вероятно, использовался женевер.
В официальном рецепте Международной ассоциации барменов используются 45 мл джина, 30 мл лимонного сока, 15 мл сахарного сиропа, 60 мл газированной воды и 2-3 капли ангостуры. Смешивается в бокале, подаётся с гарниром из дольки лайма и коктейльной вишни.